# Ариёси, Савако
Савако Ариёси (21 января 1931, Вакаяма — 30 августа 1984, Токио) — известная японская писательница, общественный деятель и драматург. Была феминистическим автором, писала о трудностях женщин в японском обществе.

## Биография
Савако Ариёси родилась 21 января 1931 года в городе Вакаяме. Незадолго до её рождения родители жили в США, а большую часть раннего детства девочка провела на острове Ява, Индонезия. Родители Ариёси часто переезжали ввиду работы её отца, но хотели, чтобы дочь родилась в Японии. Будучи болезненным ребёнком, часто пропускала занятия в индонезийской школе и читала книги таких авторов, как Нацумэ Сосэки и Такэо Арисима, которые находились в родительской библиотеке. Семья вернулась в Японию незадолго до начала Второй мировой войны в 1941 году.
Начиная с 1949 года была зачислена в христианский колледж для девочек в Токио по специальности английская литература, где выиграла несколько премий за сочинения. Выпустившись из колледжа в 1952 году, начала работать в книжном издательстве и в ряде литературных журналов, параллельно работая над своими произведениями. Первым литературным успехом Ариёси стала публикация «Баллад» (яп. 地唄) в 1956. Книга получила множество отзывов и, хотя и не одержав победы, была номинирована на престижную премию имени Рюноскэ Акутагавы. Начиная с 1959 года писательница активно путешествовала по миру, посетив Китай, Новую Гвинею, США, европейские страны и Ближний Восток. В том же году был опубликован первый крупный роман, принёсший писательнице известность — «Река Ки» (яп. 紀ノ川). Одним из источников вдохновения для Савако Ариёси стала книга Каноко Окамото «Колесо жизни», не прочтя которую, утверждает Ариёси, она не стала бы писательницей. Её впечатлил «вольный» стиль письма Окамото и «чувственность» её образов.
Писательница скончалась 30 августа 1984 года в Токио в возрасте 53 лет от сердечной недостаточности. Как утверждает Скотт Миллер, Савако Ариёси умерла «на пике своей карьеры».